# Musica proibita (film)
Musica proibita è un film del 1942 diretto da Carlo Campogalliani. Il titolo del film è stato ripreso dell'omonima romanza di Stanislao Gastaldon. Il film apre con Tito Gobbi in una stanza che canta la romanza fin quando sopraggiunge Giuseppe Rinaldi: Giulio Folchi che accompagna il padre al pianoforte.

## Trama
Una nobildonna si oppone al matrimonio della propria nipote con il figlio di un celebre baritono. Anni addietro essa ed il cantante si erano amati ma, a causa delle differenze di condizione sociale, erano sorti dissidi fra la nobile famiglia e quella di umili condizioni del baritono. Nonostante la volontà dei suoi, la giovane era determinata a fuggire con l'amato per sposarlo, ma quella notte un suo fratello rimase ucciso. Nonostante tutto facesse supporre la colpevolezza del giovane baritono tuttavia fu assolto. Ella sposò un altro e, per tutta la vita, aveva portato con sé l'amarezza di quel delitto. Ma quando ebbe la certezza che il cantante era effettivamente innocente, si riappacificò con lui e diede il suo consenso al matrimonio tra i due giovani.

## Critica
Secondo Francesco Callari "la vicenda è poco originale, un amore combattuto e troncato da un equivoco, si realizza a distanza d'un ventennio col matrimonio dei rispettivi figli dei due ex innamorati. L'ambientazione è il principio di secolo, genericamente trattata dal regista. Il film segna il passaggio di un altro cantante dalle scene liriche allo schermo, quello del baritono Tito Gobbi, che interpreta una parte di giovane e una di vecchio, come attore è da preferirsi in parrucca".